# Nervo craniano zero
O nervo terminal, ou nervo craniano zero, foi descoberto pelo alemão Gustav Fritsch em 1878 observando o cérebro de tubarão. Foi encontrado pela primeira vez em 1913, embora sua presença em humanos continua controversa. Entretanto, estudos indicam que o nervo terminal é comumente encontrado no cérebro de humanos adultos. O NC0 projeta-se da cavidade nasal, entra no cérebro apenas um pouco a frente dos outros nervos cranianos como um plexo microscópico de nervos amielínicos.
O nervo é frequentemente negligenciado em autópsias porque é incomumente fino para um nervo craniano típico, e é frequentemente retirado até expor-se o cérebro. Uma cuidadosa dissecação é necessária para se visualizar o nervo. Seu propósito e mecanismo de funcionamento estão ainda aberto para discussão; por consequência, não é frequentemente mencionado em livros de anatomia.
Embora muito próximo do nervo olfatório (NC1), às vezes confundido como sendo parte de tal nervo, o nervo zero não é conectado com o bulbo olfatório, onde cheiros e aromas são analisados. Este fato sugere que o nervo é vestigial ou pode estar relacionado com sensores de feromônios. Esta hipótese é sustentada pelo fato de que o nervo zero projeta-se para a região medial e lateral da região septal e áreas pré-opticas, todas as quais estão envolvidas como a regulação de comportamentos sexuais em mamíferos.
O peixe-zebra (Danio rerio) tem sido usado como modelo em pesquisas recentes.

## Refências
1. 1 2 3  R. Douglas Fields, Sex and the Secret Nerve, February/March 2007; Scientific American Mind
2. ↑  Fuller GN, Burger PC (1990). «Nervus terminalis (cranial nerve zero) in the adult human». Clin. Neuropathol. 9 (6): 279–83. PMID 2286018
3. ↑  Whitlock KE (2004). «Development of the nervus terminalis: origin and migration». Microsc. Res. Tech. 65 (1-2): 2–12. PMID 15570589. doi:10.1002/jemt.20094